# Torre Monumental

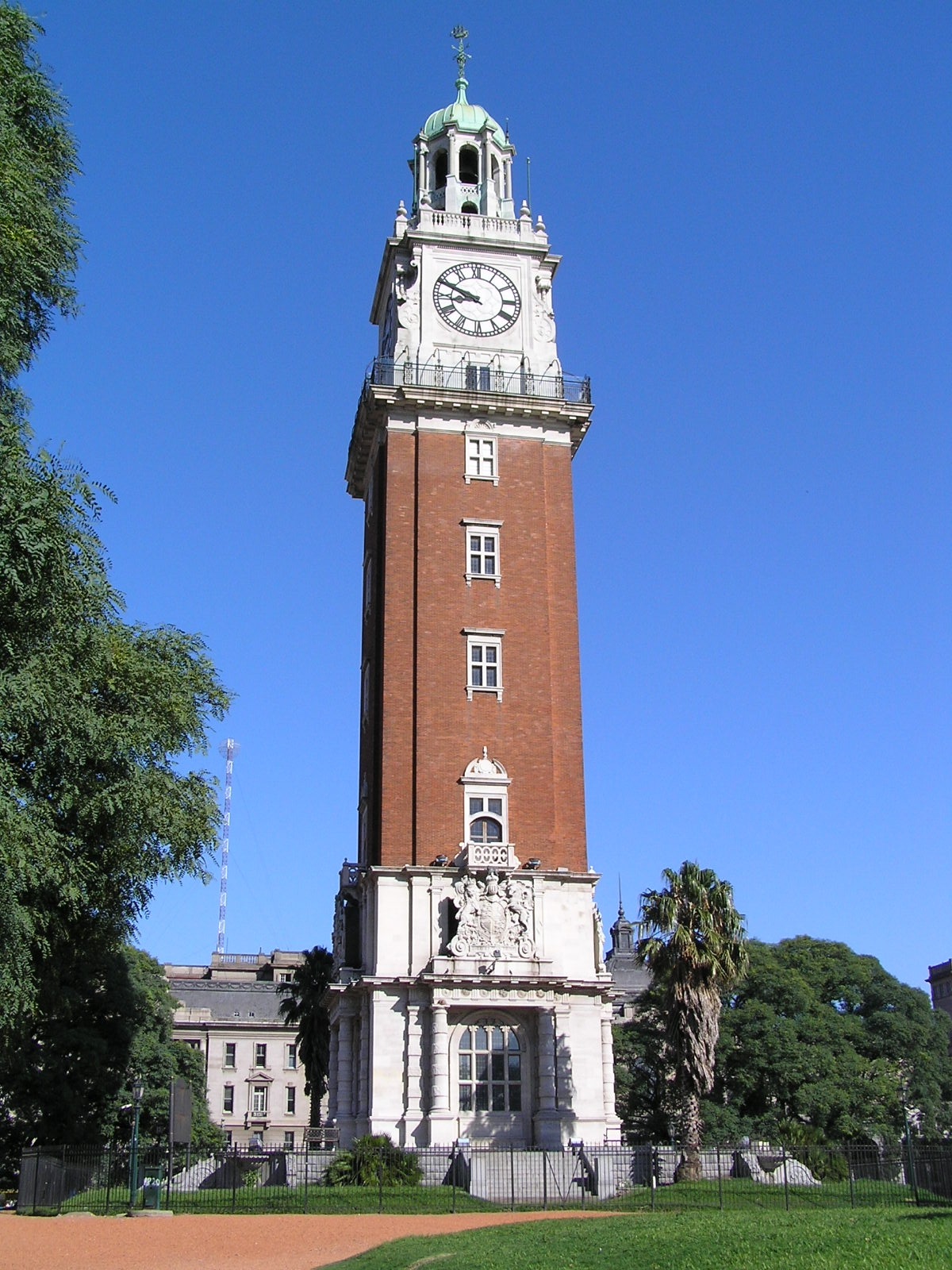
Ansicht des Torre Monumental

Torre Monumental, bis 1982 Torre de los Ingleses (spanisch für „Turm der Engländer“), ist ein Uhrenturm im Stadtteil Retiro in der argentinischen Hauptstadt Buenos Aires. Er war ein Geschenk der britischstämmigen Argentinier an die Stadt, Anlass war der hundertste Jahrestag der Mai-Revolution von 1810. Der Turm befindet sich auf der Plaza Fuerza Aérea Argentina (ehemals „Plaza Británica“). Nach dem Falklandkrieg wurde der Turm offiziell umbenannt in Torre Monumental, jedoch benennen ihn manche immer noch nach seinem ursprünglichen Namen Torre de los Ingleses.

## Geschichte
Am 18. September 1909 verabschiedete der Nationalkongress das Gesetz Nr. 6368, das ein Angebot der Briten in Buenos Aires annahm, eine Gedenksäule zur Hundertjahrfeier der Mai-Revolution zu errichten. 
Eine Ausstellung von Entwürfen 1910 im Salón del Bon Marché führte zu der Entscheidung der Jury für den Entwurf von Ambrose Poynter, einem Neffen des Gründers des Königlichen Instituts Britischer Architekten. Der Turm wurde aus britischen Materialien von den Architekten Hopkins und Gardom gebaut.
Der plötzliche Tod von König Edward VII. am 6. Mai 1910 veranlasste Großbritannien, seine Delegation zur Revolutionsfeier abzusagen, der Grundstein für den Turm wurde daher erst am 26. November gelegt. Die Einweihung des Bauwerks erfolgte am 24. Mai 1916 in Anwesenheit des damaligen argentinischen Präsidenten Victorino de la Plaza und britischer Gäste.

## Beschreibung
Der Uhrturm ist im palladianischen Stil erbaut, das Bauwerk ist mit Symbolen des Britischen Empire dekoriert, u. a. mit der schottischen Distel, der englischen Rose, dem walisischen Drachen und dem irischen Kleeblatt. Er hat eine Höhe von 75,5 Metern und acht Stockwerke. In 35 Metern Höhe befinden sich Glocken, die in Anlehnung an die Glocken von Westminster Abbey entworfen wurden. Den Abschluss bildet ein achteckiges Kupferdach. Über dem Eingang sind die Schilde von Argentinien und Großbritannien zu sehen sowie die Inschrift Al gran pueblo argentino, los residentes británicos, salud, 25 de mayo 1810–1910. 

## Jüngere Vergangenheit
Verbitterung über die Niederlage im Falklandkrieg führte zu Vandalismus am Uhrenturm. Im November 1984 gab es eine Dynamit-Explosion am Fuß des Turmes, verursachte aber nur geringen Schaden. Während der Amtszeit von Fernando de la Rúa wurden umfangreiche Renovierungen durchgeführt. Der Zugang für die Öffentlichkeit wurde wieder möglich und es wurde ein gläserner Fahrstuhl zur sechsten Etage eingebaut, der den ursprünglichen britischen Mechanismus nutzte. In der sechsten Etage befindet sich eine kleine Ausstellung von Originalbauteilen und ein Ausblick über den Stadtteil, den Bahnhof Retiro und den Hafen. Das Uhrwerk befindet sich auf der siebenten Etage. 2006 wurde das Bauwerk für technische Unterhaltungsarbeiten geschlossen, von Zeit zu Zeit finden sich anti-britische Graffiti am Gebäude.